# William Makepeace Thackeray
William Makepeace Thackeray (Calcutta, 18 juli 1811 – Londen, 24 december 1863) was een Engels romanschrijver. Hij stamde uit een ambtenaarsfamilie in India maar trok op 16-jarige leeftijd naar Engeland om in Cambridge te studeren.
Hij was getrouwd met Isabella Gethin Shawe (1816–1893) en kreeg drie dochters, Anne Isabella (London, 9 juni 1837 – 26 februari 1919), Jane (1839, na acht maanden gestorven) en Harriet Marian (1840–1875). Anne, door haar vader Anny genoemd, groeide op in Frankrijk en Engeland en werd later ook schrijfster.
Thackeray verbleef enkele jaren op het Europese vasteland, veelal in Parijs, waar zijn interesse voor de schilderkunst werd gewekt.
In 1833 verloor hij zijn fortuin en werd hij verplicht om zijn talent als journalist te gebruiken om van te leven. Onder verschillende pseudoniemen werkte hij mee aan tijdschriften zoals Fraser's Magazine en Punch.
"The Book of Snobs" uit 1846 gaf hem de faam als satiricus van de hypocrisie van de Engelse maatschappij. Zijn doorbraak als romanschrijver kwam er met de publicatie van Vanity Fair, een roman in afleveringen die in 1848 als boek verscheen. Een jaar later verscheen The History of Pendennis, een grotendeels autobiografische zedenschildering van de gentry (lagere adel).
Velen zien The History of Henry Esmond als zijn meesterwerk, een historische roman uit 1852 die speelt onder koningin Anna. Daarna volgen nog: The Newcomes (1853-1855), The Virginians (1857), Lovel the Widower (1860), The Adventures of Philip (1861-1862) en de onvoltooide roman Denis Duval (1862).
Thackeray was niet alleen romanschrijver maar ook journalist, karikaturist, criticus en historicus. Hij was een realist die alles om zich heen uiterst nauwkeurig waarnam. Vergeleken met Charles Dickens, die een humorist en optimist was, was hij vooral een scepticus en pessimist. Zijn humor was bijtend en vol van sarcasme.
Zijn roman The Luck of Barry Lyndon werd verfilmd door Stanley Kubrick onder de titel Barry Lyndon.